# Limnonectes grunniens
Limnonectes grunniens és una espècie de granota que viu a Indonèsia i Papua Nova Guinea.